# Thung Chang (huyện)
Thung Chang (tiếng Thái: ทุ่งช้าง) là một huyện (amphoe) ở phía bắc thuộc tỉnh Nan, phía bắc Thái Lan.

## Lịch sử
Huyện Thung Chang tiền thân là Kwaeng Khun Nan (ขุนน่าน), một đơn vị được chuyển thành huyện Lae (และ) năm 1914. Năm 1961, huyện được đổi tên thành Thung Chang do trụ sở huyện được dời đến tambon Thung Chang.

## Địa lý
Các huyện giáp ranh (từ phía đông theo chiều kim đồng hồ): Chaloem Phra Kiat, Pua, Chiang Klang và Song Khwae thuộc tỉnh Nan. Phía bắc là tỉnh Xaignabouli của Lào.

## Hành chính
Huyện này được chia thành 4 phó huyện (tambon), các đơn vị này lại được chia ra thành 44 làng (muban). Lae là một thị trấn (thesaban tambon) nằm trên một phần của tambon Lae và Thung Chang. Có 4 Tổ chức hành chính tambon.
| STT | Tên         | Tên tiếng Thái | Số làng | Dân số |  |
| --- | ----------- | -------------- | ------- | ------ |  |
| 1.  | Pon         | ปอน            | 9       | 2.886  |  |
| 2.  | Ngop        | งอบ            | 11      | 5.639  |  |
| 3.  | Lae         | และ            | 17      | 4.891  |  |
| 4.  | Thung Chang | ทุ่งช้าง          | 7       | 5.396  |  |